# Barranquitas (plaats)
Barranquitas is een plaats (zona urbana) in het Amerikaanse unincorporated territory Puerto Rico, en valt bestuurlijk gezien onder gemeente Barranquitas.

## Demografie
Bij de volkstelling in 2000 werd het aantal inwoners vastgesteld op 2910.

## Geografie
Volgens het United States Census Bureau beslaat de plaats een oppervlakte van 1,9 km², geheel bestaande uit land. Barranquitas ligt op ongeveer 595 m boven zeeniveau.

## Plaatsen in de nabije omgeving
De onderstaande figuur toont nabijgelegen plaatsen in een straal van 28 km rond Barranquitas.